# سوليرا
سوليرا (بالإيطالية: Soliera)‏ هي بلدية في مقاطعة مودينا في إقليم إميليا رومانيا الإيطالي.

## السكان
في سنة 1861 بلغ عدد السكان 4٬865 نسمة، وتطور العدد ليصل في سنة 2011 لـ 15٬061 نسمة.
يظهر هذا المخطط البياني تطور النمو السكاني لـ سوليرا